# 1528 aux échecs
| Années des échecs : 1525 - 1526 - 1527 - 1528 - 1529 - 1530 - 1531    |
| Décennies des échecs : 1490 - 1500 - 1510 - 1520 - 1530 - 1540 - 1550 |

Cet article présente les faits marquants de l'année 1528 aux échecs.

## Naissances
- Paolo Boï, très fort joueur italien à son époque[1].